# Acenaphthylen
Acenaphthylen (Acenaphthalen) ist ein weißer bis leicht gelblicher Feststoff, der zu den polycyclischen aromatischen Kohlenwasserstoffen gehört. Acenaphthylen findet sich im Steinkohlenteer (ca. 2 %) und in geringen Mengen in Erdöl.

## Eigenschaften
In Wasser ist Acenaphthylen nahezu unlöslich. Es wirkt reizend.

## Verwendung
Der größte Teil des Acenaphthylens wird zunächst zu Acenaphthen hydriert, welches für die Herstellung von Naphthalsäureanhydrid und Zwischenprodukten für Kunststoffe, Farbstoffe, Farbpigmente, Insektizide und Pharmaerzeugnisse benötigt wird.